# Afroligusticum elliotii
Afroligusticum chaerophylloides là một loài thực vật có hoa trong họ Hoa tán. Loài này được (Engl.) C.Norman mô tả khoa học đầu tiên năm 1934.